# Shrink

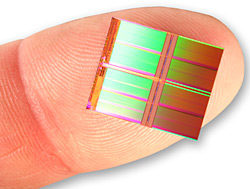
20-nm-Speicherchip von INTEL

Mit Shrinking (von engl. to shrink: schrumpfen, schwinden, auch Die-Shrink) bezeichnet man in der Elektronik das Skalieren (hier: Verkleinern) eines Chip-Modells durch verfeinerte Leiterstrukturen.
Verkleinert man bei einem Chip die Strukturbreite beispielsweise von 90 nm auf 65 nm, so benötigt man weniger Betriebsspannung, um den Chip bei gleicher Verarbeitungsgeschwindigkeit zu betreiben. Damit wird auch die Verlustleistung gesenkt, was höhere Arbeitsfrequenzen bei gleicher Chip-Kühlung ermöglicht. Ein weiteres Hauptaugenmerk bei der Verkleinerung der Strukturen liegt bei der Erhöhung der Anzahl der Dies pro Wafer, um die Produktionskosten zu senken. Alternativ können auf gleich großen Dies nach einem Shrink mehr Transistoren untergebracht werden, mit denen sich mehr Cores oder größere Caches realisieren lassen.
Praktisch gleicht ein Shrink in der Regel einem kompletten Neudesign, da sich die Bestandteile eines komplexen ICs, wie eines Prozessors, nicht einfach prozentual verkleinern lassen.